# وزارة المواصلات والأمان على الطريق

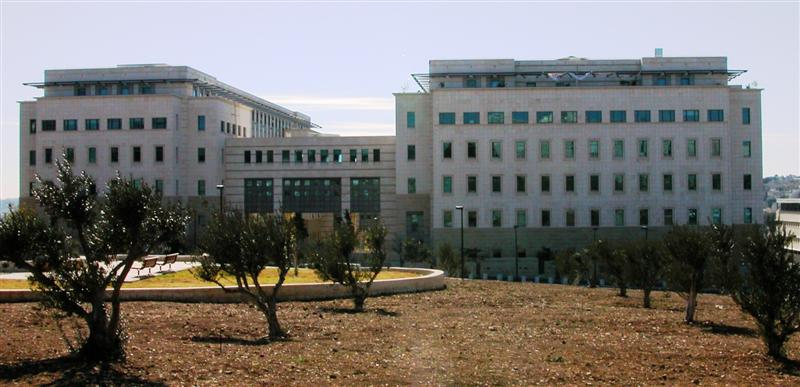
وزارة النقل الإسرائيلية

وزارة المواصلات والأمان على الطريق (TOM) (بالعبرية: משרד התחבורה, התשתיות הלאומיות והבטיחות בדרכים) هي وكالة حكومية إسرائيلية يوجد المكتب الرئيسي في شارع بنك إسرائيل 5، كريات هممشلاه، أورشليم-القدس، ووزير النقل الإسرائيلي يشغر منصب المدير العام.

## وصلات خارجية
- وزارة المواصلات والأمان على الطريق
- وزارة المواصلات والأمان على الطريق (بالعبرية)